# JK Eesti Põlevkivi Jõhvi
El JK Eesti Põlevkivi Jõhvi fou un club de futbol estonià de la ciutat de Jõhvi.
Va ser fundat el 1974. El 1992 fou el primer subcampió de la lliga estoniana. L'any 1996 fou finalista de la Copa d'Estònia. L'any 1999 va ser dissolt, essent reemplaçat per Muhumaa JK (que jugava a Kuressaare).

## Temporades
| Any   | Lliga | Posició | Gols +/- | Punts |
| ----- | ----- | ------- | -------- | ----- |
| 1992  | I     | 2       | +9       | 10    |
| 92/93 | I     | 4       | +33      | 32    |
| 93/94 | I     | 6       | +23      | 24    |
| 94/95 | I     | 5       | -9       | 18    |
| 95/96 | I     | 7       | -4       | 17    |
| 96/97 | I     | 7       | -10      | 13    |
| 97/98 | I     | 7       | -12      | 11    |
| 1998  | I     | 7       | -34      | 6     |
| 1999  | I     | 8       | -69      | 13    |